# Allan Jaffe (Gitarrist)
Allan Jaffe (* 19. Juli 1950 in Boston) ist ein amerikanischer Jazz- und Fusionmusiker (Gitarre, Komposition).

## Leben und Wirken
Jaffe begann als Kind klassisches Klavier zu lernen, was er zwei Jahre lang tat, danach wechselte er zur Violine und dann zum Cello, das er vier Jahre lang lernte. Im Alter von dreizehn Jahren begann er, zunächst als Autodidakt, Gitarre spielen und wurde später von Jim Hall beeinflusst. Er studierte Musiktheorie und Geschichte an der Yale University. Gemeinsam mit Anthony Davis gründete er das Duo Sweet Rain, das dann um Mark Helias und Gerry Hemingway erweitert wurde. 1972 schloss er sein Studium ab, um 1975 in den Clubs von New York und auf Partys zu spielen. Dann heiratete er eine Französin und zog nach Paris, wo er eine Band gründete. 1978 kam er zurück, wo er mit James Newton aufnahm. Gleichfalls 1978 legte er unter eigenem Namen sein Debüt-Album Soundscapes mit eigenen Kompositionen vor. Dann schloss er sich der Band von Ray Anderson an, mit dem er 1980 auf dem Moers Festival auftrat (Harrisburg Half Life).
1981 war er mit Anderson, Jim Payne, Mark Helias und Steve Elson Gründer der Funkband Slickaphonics, mit der er in den 1980er Jahren fünf Alben für Enja und Teldec einspielte und mehrfach in den USA und Europa auf Tournee war. Zudem spielte er 1984 mit John Lindberg und mit der Jazzrock-Gruppe von Bobby Previte. 1990 machte er eine Tournee mit den J.B.Horns unter der Leitung von Maceo Parker und Fred Wesley. Weiterhin arbeitete er mit James Brown, Julius Hemphill, Marty Ehrlich, Tim Berne, Earle Howard und George Russell. Später spielte er im Duo mit dem kanadischen Geiger Terry Kane, in der I. O. Kreativ und mit Stephen Haynes/Taylor Ho Bynum.
In den letzten zwanzig Jahren hat Jaffe sich auf die Interpretation von Ragtime für Solo-Gitarre konzentriert. 2005 veröffentlichte Hal Leonard das Musik-Folio/CD Ragtime Guitar, das drei Rags von Jaffe zusammen mit seinen Arrangements von elf Piano-Rags für Gitarre enthält. 2007 folgte seine CD Rags For Guitar mit weiteren eigenen Kompositionen.
Mit der Librettistin Deborah Atherton verfasste er bisher zwei Musiktheaterwerke, zunächst Carmilla, eine Adaption der Vampirgeschichte des 19. Jahrhunderts von Joseph Sheridan Le Fanu, dann die Oper Mary Shelley, basierend auf dem Leben der Autorin von Frankenstein, die 2002 in New York City uraufgeführt wurde.